# Гіф

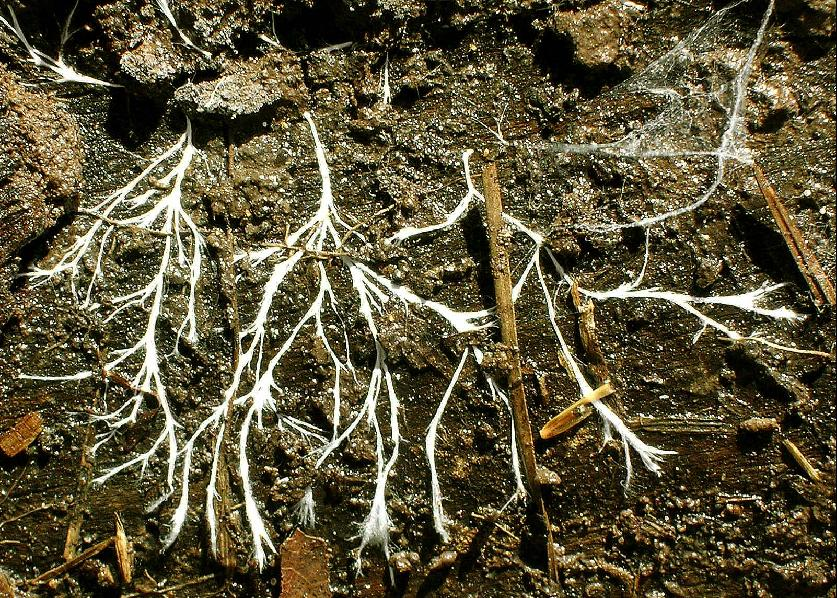
Гіфи

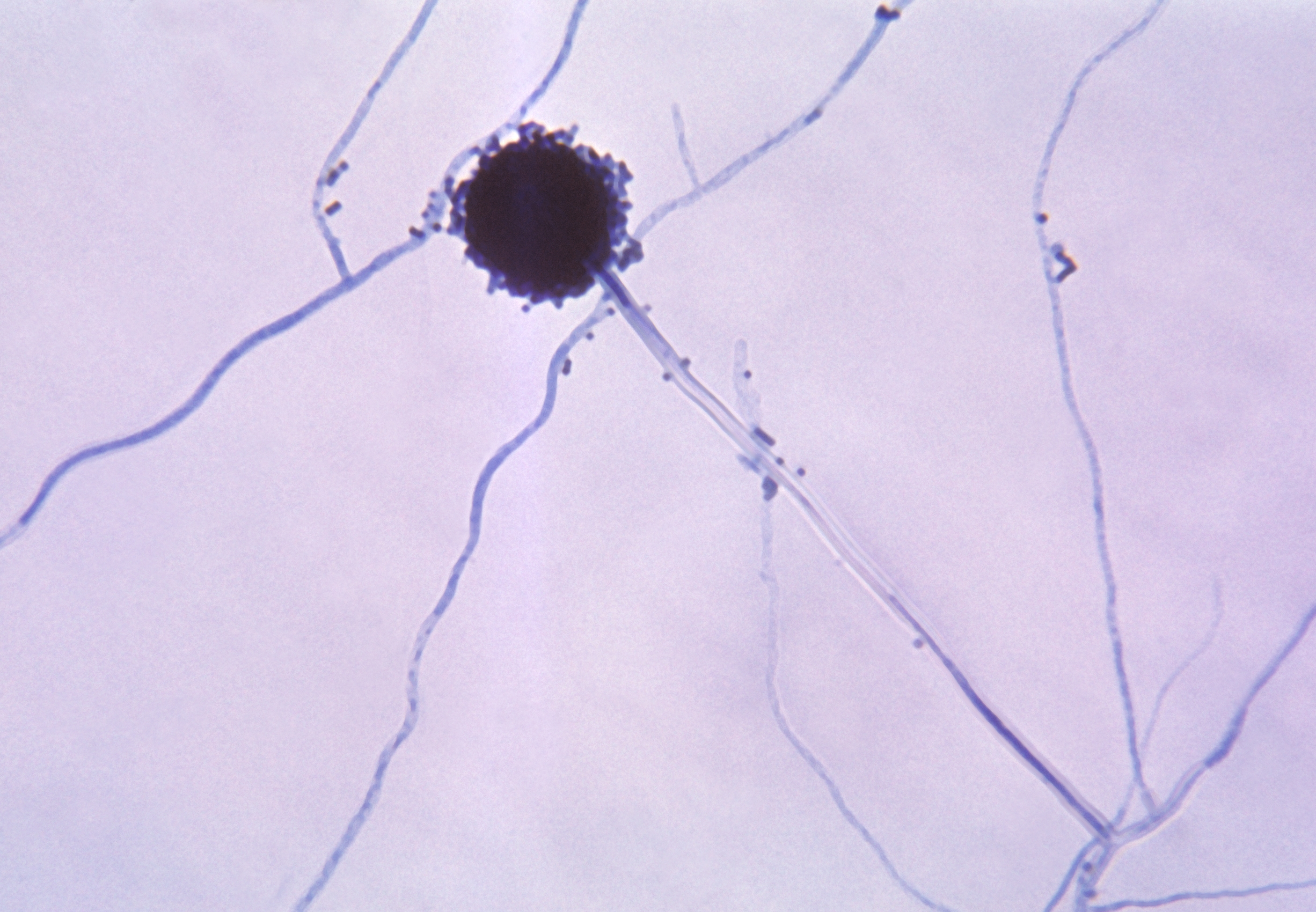
Гіфи Aspergillus niger

Гіф, гіфа (лат. hypha від грец. ὑφή — «павутина») — мікроскопічне, ниткоподібне відгалуження гриба (діаметр 2-30 мкм), що утворює його вегетативне тіло — талом. Вся сукупність гіфів гриба називається грибницею. Гіфи мають верхівковий (апікальний), необмежений ріст. У нижчих грибів гіфи не мають поперечних перегородок (септ) і грибниця становить одну велику багатоядерну клітину. У вищих (справжніх) грибів на однаковій відстані утворюються перегородки. У більшості грибів оболонка гіфи безбарвна, у деяких — забарвлена. Хімічний склад оболонки може бути різним у різних систематичних груп (хітин, глюкан, целюлоза).
Основна функція гіфів — поглинання води та поживних речовин із середовища. Деякі фрагменти гіф можуть мати певні видозміни, що забезпечують їх пристосування до умов навколишнього середовища (наприклад, гаусторії, ловчі кільця), а також грають важливу роль у вегетативному розмноженні.